# World Skate Africa
World Skate Africa è l'ente governativo degli sport rotellisitici africano.
La confederazione è attualmente costituita da 28 nazioni membri e si occupa dell'organizzazione e gestione dei tornei delle varie discipline rotellisitiche.

## Discipline
Le discipline ufficialmente affiliate alla Confederazione sono le seguenti:
- Hockey su pista
- Hockey in linea
- Pattinaggio freestyle
- Pattinaggio artistico
- Pattinaggio corsa
- Skateboard
- Skiroll

## Membri
- Angola
- Benin
- Camerun
- Congo
- Costa d'Avorio
- Egitto
- Gabon
- Gambia
- Ghana
- Guinea

- Kenya
- Liberia
- Libia
- Marocco
- Mozambico
- Namibia
- Nigeria
- Senegal
- Sierra Leone
- Somalia

- Sudafrica
- Sudan
- Tanzania
- Togo
- Tunisia
- Uganda
- Zambia
- Zimbabwe